# Örnjägarens son
Örnjägarens son är en svensk-dansk-tysk dramafilm från 2009 i regi av René Bo Hansen. I rollerna ses bland andra Bazarbai Matyei, Serikbai Khulan och Mardan Matyei.

## Om filmen
Inspelningen ägde rum mellan den 2 oktober och 22 december 2007 i Inre Mongoliet i Kina efter ett manus av  Stefan Karlsson och Bo Hansen. Producenter var Per Forsgren, Staffan Julén och Hannes Stromberg och fotograf Dixie Birgit Schmiedle. Filmen klipptes av André Bendocchi-Alves och premiärvisades den 18 juni 2009 och hade Sverigepremiär 26 mars 2010. Den 22 september 2010 utgavs den på DVD.
Filmen fick motta barnjuryns pris vid Open Doek Film Festival i belgiska Turnhout 2009 och CIFEJ award vid en festival i grekiska Pyrgos.

## Handling
Filmen handlar om 12-årige Bazarbai, nmadpojke och son till den kazakiske örnjägaren Matey. Bazarbai drömmer om staden och världen som finns utanför stäppen, men fadern anser att sonen ska bli örnjägare precis som han. Bazarbai rymmer tillsammans med sin fars örn och påbörjar en resa som ska bli livsavgörande.

## Rollista
- Bazarbai Matyei – Bazarbai
- Serikbai Khulan – Inaara
- Mardan Matyei – fadern
- Asilbek Badelkhan – Khan
- Bejei Kulimkhan – modern
- Almaguli Matyei – Bazarbais lillasyster
- David Shrem – den amerikanske fotografen
- Adai Bunir – örnjägare
- Adai Berdenbek	– örnjägarpojke
- Adai Danibek – örnjägarpojke
- Bolatkhan Aidos – örnjägare
- Idyeyat Aktan – örnjägare / tränare
- Kuambek Idyeyat – örnjägarpojke
- Mirzabek Idyeyat – örnjägarpojke
- Gerelt-Naran Baasan – smugglarkung
- Deuletbek – smugglare
- Janat – smugglare
- Byambadorj – den unge munken
- Baya Gesgui – den gamle laman
- Enkhbayar Ulambayar – cirkusdirektören
- Oyunbat Erdene-Ochir – Nabullah, björntränarpojken
- Talap Matei – medlem av Bazarbais familj
- Nazguli Sayasat – medlem av Bazarbais familj
- Seruyen Talap – medlem av Bazarbais familj
- Aktimek Matei – medlem av Bazarbais familj
- Ramazan Talap – medlem av Bazarbais familj
- Zamanbal Talap	– medlem av Bazarbais familj
- Askerbek Matei	– medlem av Bazarbais familj
- Atkabil Matei	– medlem av Bazarbais familj